# Nekrolog 4. Quartal 1909
Nekrolog
◄◄
| ◄
| 1905
| 1906
| 1907
| 1908
| 1909 | 1910 | 1911 | 1912 | 1913 | ► | ►►
1. Quartal |
2. Quartal |
3. Quartal |
4. Quartal 1909
Weitere Ereignisse | Allgemeiner Nekrolog 1909
Die Beschreibung der verstorbenen Person sollte so kurz wie möglich gehalten sein und nur deren signifikante Tätigkeit(en) enthalten.
Neue Namen ggf. auch unter dem Geburts- und Sterbedatum, also etwa unter 1. Januar und im Geburts- und Sterbejahr (2024) eintragen (nur bei entsprechender großer Wichtigkeit). Für Beispiele siehe die schon vorhandenen Artikel.
Außerdem über die fünf zuletzt Verstorbenen, zu denen es einen ausreichend guten Artikel für eine Präsentation auf der Hauptseite gibt, nach der todesbedingten Überarbeitung der Artikel ggf. auch unter Wikipedia Diskussion:Hauptseite informieren und sie am besten auch in den anderen Wikipedia-Sprachversionen eintragen. Tipp: Regelmäßig bei news.google.de nach „ist tot“, „gestorben“ oder „verstorben“ suchen.
Wenn eine Person gestorben ist, gibt es viele Seiten zu dieser Person in der Wikipedia, die davon auch betroffen sind und entsprechend aktualisiert werden müssen. Beispiele: Namenübersichtsseite, Geburtsjahr, Geburtsort-Seiten und viele mehr.
Wie finde ich die betroffenen Seiten?
Im Suchfeld auf der linken Seite gibt man den Suchbegriff so ein: „Vorname Nachname“. Dann klickt man auf Volltext und alle Seiten mit entsprechendem Suchtext werden aufgerufen. Hier sieht man dann schnell, wo auch das Todesjahr Sinn macht oder sogar ein Teil des Artikels angepasst werden muss. Auch hilft das „Werkzeug“ auf der linken Seite sehr gut, um solche Seiten aufzufinden: „Links auf diese Seite“. Somit ist die Wikipedia wieder aktuell in allen Bereichen! Hinweis: bei Eintragung der Kategorie „Gestorben JAHR“ wird der Missbrauchsfilter 49 ausgelöst, was jedoch nicht schlimm ist. Siehe: Spezial:Missbrauchsfilter/49
Dies ist eine Liste von im vierten Quartal 1909 verstorbenen bekannten Persönlichkeiten. Die Einträge erfolgen innerhalb der einzelnen Daten alphabetisch sortiert. Tiere sind im Nekrolog für Tiere zu finden.

## Oktober
| Tag         | Name                                 | Beruf, bekannt als | Alter | Beleg |
| ----------- | ------------------------------------ | --- | ----- | ----- |
| 1. Oktober  | Eduard Puls                          | deutscher Kunstschmied                                                                                                | 69    |       |
| 2. Oktober  | Théodore Jacques Ralli               | französischer Maler griechischer Herkunft                                                                             | 57    |       |
| 4. Oktober  | Ernst Beckert                        | deutscher Unternehmer und Erfinder                                                                                    | 68    |       |
| 4. Oktober  | Carl Ladenburg                       | Bankier und Inhaber des Bankhauses „W. H. Ladenburg & Söhne“, Ehrenbürger der Stadt Mannheim                          | 82    |       |
| 4. Oktober  | Lewis E. Payson                      | US-amerikanischer Politiker                                                                                           | 69    |       |
| 4. Oktober  | Julius Stursberg                     | deutscher evangelischer Theologe und Missionar                                                                        | 52    |       |
| 5. Oktober  | Agneta Matthes                       | niederländische Unternehmerin                                                                                         | 62    |       |
| 7. Oktober  | Henri Bellery-Desfontaines           | französischer Maler, Illustrator, Grafiker und Designer                                                               | 42    |       |
| 7. Oktober  | Michele Gordigiani                   | italienischer Maler                                                                                                   | 74    |       |
| 7. Oktober  | Gustav Lyser                         | deutsch-amerikanischer Journalist, Publizist und Schriftsteller                                                       | 68    |       |
| 8. Oktober  | Naphtali Herz Imber                  | jüdischer Dichter |       |       |
| 8. Oktober  | Gaspard Fivé                         | belgischer Soldat und Kolonialadministrator                                                                           | 60    |       |
| 8. Oktober  | Johann Emanuel Grob                  | Schweizer Politiker und reformierter Geistlicher                                                                      | 75    |       |
| 8. Oktober  | Alfred Christlieb Kalischer          | deutscher Schriftsteller und Musikwissenschaftler                                                                     | 67    |       |
| 8. Oktober  | Adolf von Massow                     | deutscher Rittergutsbesitzer, Offizier und Politiker, MdR                                                             | 72    |       |
| 8. Oktober  | Julius Ludwig Quassowski             | deutscher Eisenbahn-Bauingenieur und preußischer Baubeamter                                                           | 84    |       |
| 9. Oktober  | Heinrich Gudehus                     | deutscher Tenor | 67    |       |
| 10. Oktober | Luise Limbach                        | deutsche Opern- und Operettensängerin (Sopran)                                                                        | 75    |       |
| 11. Oktober | Carl Christian Gottsche              | deutscher Geologe | 54    |       |
| 12. Oktober | Mercedes Cabello de Carbonera        | peruanische Schriftstellerin                                                                                          | 64    |       |
| 12. Oktober | Carl Hilty                           | Schweizer Staatsrechtler                                                                                              | 76    |       |
| 13. Oktober | Francesc Ferrer i Guàrdia            | libertärer spanischer Pädagoge                                                                                        | 50    |       |
| 13. Oktober | Jemima Morrell                       | englische Reiseschriftstellerin und Illustratorin                                                                     | 77    |       |
| 14. Oktober | Gottfred Matthison-Hansen            | dänischer Organist und Komponist                                                                                      | 76    |       |
| 15. Oktober | Henry R. Harris                      | US-amerikanischer Politiker                                                                                           | 81    |       |
| 14. Oktober | Johann Heinrich Hoyer                | deutscher Kaufmann und Kommunalpolitiker                                                                              | 91    |       |
| 15. Oktober | William Lindsay                      | US-amerikanischer Politiker                                                                                           | 74    |       |
| 16. Oktober | Jakub Bart-Ćišinski                  | sorbischer Dichter | 53    |       |
| 16. Oktober | Hugh F. Finley                       | US-amerikanischer Politiker                                                                                           | 76    |       |
| 16. Oktober | Ferdinand Hidber                     | Schweizer Schullehrer, Verleger und Politiker                                                                         | 46    |       |
| 16. Oktober | Heinrich Schmalbach                  | hessischer Politiker (HBB)                                                                                            | 70    |       |
| 16. Oktober | Gustav Adolf Schenck zu Schweinsberg | deutscher Diplomat | 66    |       |
| 17. Oktober | Nicola Spinelli                      | italienischer Komponist, Pianist und Dirigent                                                                         | 44    |       |
| 18. Oktober | Francis Lathrop                      | amerikanischer Künstler                                                                                               | 60    |       |
| 18. Oktober | Wilhelm Pohl                         | deutscher Bildhauer                                                                                                   | 68    |       |
| 18. Oktober | Richard Walter                       | deutscher Mühlenbesitzer und Politiker (NLP), MdR                                                                     | 65    |       |
| 19. Oktober | Wilhelm Holle                        | deutscher Jurist und Ehrenbürger der Stadt Dortmund                                                                   | 88    |       |
| 19. Oktober | Cesare Lombroso                      | italienischer Arzt, Professor der gerichtlichen Medizin und Psychiatrie                                               | 73    |       |
| 20. Oktober | Ogawa Mataji                         | japanischer General                                                                                                   | 60    |       |
| 21. Oktober | George Augustus Graham               | schottischer Offizier und Kynologe                                                                                    | 76    |       |
| 21. Oktober | Martin N. Johnson                    | US-amerikanischer Politiker                                                                                           | 59    |       |
| 21. Oktober | Elwell Stephen Otis                  | US-amerikanischer General und Militärgouverneur                                                                       | 71    |       |
| 21. Oktober | Reinhart Schmidt                     | deutscher Unternehmer und Politiker (DFP, FVp), MdR                                                                   | 71    |       |
| 22. Oktober | Thomas Coman                         | US-amerikanischer Politiker                                                                                           |       |       |
| 22. Oktober | Sigismund von Schlichting            | preußischer Offizier, zuletzt General der Infanterie sowie Militärhistoriker                                          | 80    |       |
| 23. Oktober | James W. Brown                       | US-amerikanischer Politiker                                                                                           | 65    |       |
| 24. Oktober | Adolph Brunner                       | Schweizer Architekt                                                                                                   | 72    |       |
| 24. Oktober | Johann Friederich August Kelling     | deutschstämmiger Einwanderer in Neuseeland, Mitbegründer der deutschen Siedlung Ranzau und neuseeländischer Politiker | 89    |       |
| 24. Oktober | Emil Krabler                         | deutscher Bergbau-Ingenieur und -Manager                                                                              | 70    |       |
| 24. Oktober | Henry Charles Lea                    | amerikanischer Historiker                                                                                             | 84    |       |
| 24. Oktober | Rufus Wheeler Peckham                | US-amerikanischer Bundesrichter                                                                                       | 70    |       |
| 24. Oktober | Robert von Schneider                 | österreichischer Klassischer Archäologe                                                                               | 54    |       |
| 25. Oktober | Ferdinand von Strantz                | preußischer Adliger und Künstler                                                                                      | 88    |       |
| 25. Oktober | Clorinda Matto de Turner             | peruanische Schriftstellerin                                                                                          | 54    |       |
| 26. Oktober | Theodore Ayrault Dodge               | US-amerikanischer Offizier und Militärhistoriker                                                                      | 67    |       |
| 26. Oktober | Oliver Otis Howard                   | US-amerikanischer Heeresoffizier                                                                                      | 78    |       |
| 26. Oktober | Itō Hirobumi                         | japanischer Politiker und Staatsmann; 1., 5., 7. und 10. Premierminister von Japan                                    | 68    |       |
| 26. Oktober | Carl von Merode                      | österreichischer Landschaftsmaler                                                                                     | 56    |       |
| 26. Oktober | Alfred P. Swineford                  | US-amerikanischer Politiker                                                                                           | 73    |       |
| 27. Oktober | Carl Metzner                         | deutscher Handwerksmeister und Politiker (Zentrum), MdR                                                               | 63    |       |
| 27. Oktober | Alfredo Valenzuela Puelma            | chilenischer Maler | 53    |       |
| 27. Oktober | Karl Schmid                          | Schweizer Buchhändler und Verleger                                                                                    | 81    |       |
| 28. Oktober | Heinrich Christoph Friedrich Bosse   | deutscher Schriftsteller                                                                                              | 61    |       |
| 28. Oktober | Fredrik Wohlfahrt                    | schwedischer Genremaler und Karikaturist                                                                              | 72    |       |
| 30. Oktober | Ferdinand Bischoff                   | deutscher Bergingenieur und Hüttenchemiker                                                                            | 71    |       |
| 30. Oktober | Leopold Sonnemann                    | deutscher Bankier, Journalist, Verleger, Mäzen und Politiker (DtVP), MdR                                              | 78    |       |
| 31. Oktober | Charles H. Gaus                      | US-amerikanischer Geschäftsmann und Politiker                                                                         | 69    |       |
| 31. Oktober | Albert Gisclard                      | französischer Brückenbauingenieur                                                                                     |       |       |
| 31. Oktober | Francis R. Lassiter                  | US-amerikanischer Politiker                                                                                           | 43    |       |

## November
| Tag          | Name                                   | Beruf, bekannt als                                                                                                 | Alter | Beleg |
| ------------ | -------------------------------------- | --- | ----- | ----- |
| 1. November  | Heinrich Hartung                       | deutscher Bergmeister und Politiker, MdL                                                                           | 89    |       |
| 1. November  | Hermann Lamprecht                      | deutscher Glasmacher und Ofenbauer                                                                                 | 63    |       |
| 1. November  | Hans Rokitansky                        | österreichischer Opernsänger und Gesangspädagoge                                                                   | 74    |       |
| 1. November  | Hugo Stammann                          | deutscher Architekt                                                                                                | 78    |       |
| 1. November  | Otto Steingötter                       | Landtagsabgeordneter Großherzogtum Hessen                                                                          | 56    |       |
| 2. November  | Wilhelm Ahlwardt                       | deutscher Orientalist; Hochschullehrer und Rektor in Greifswald                                                    | 81    |       |
| 2. November  | William Frith                          | britischer Maler                                                                                                   | 90    |       |
| 2. November  | Gustav Kraatz                          | deutscher Entomologe                                                                                               | 78    |       |
| 2. November  | George André Lenoir                    | deutscher Chemiker und Physiker                                                                                    | 84    |       |
| 2. November  | Wilhelm Müller                         | deutscher Pathologe                                                                                                | 77    |       |
| 4. November  | Paul Fraiße                            | deutscher Zoologe                                                                                                  | 58    |       |
| 4. November  | Reinhard von Gemmingen                 | königlich-preußischer Offizier                                                                                     | 49    |       |
| 5. November  | Ove Christensen                        | dänischer Geiger, Pianist und Komponist                                                                            | 53    |       |
| 5. November  | Sergei Nikolajewitsch Nikitin          | russischer Geologe und Paläontologe                                                                                | 58    |       |
| 5. November  | Henri Weil                             | deutsch-französischer Altphilologe und Literaturwissenschaftler                                                    | 91    |       |
| 6. November  | Frank Becton                           | englischer Fußballspieler                                                                                          | 36    |       |
| 6. November  | William Gully, 1. Viscount Selby       | britischer Politiker der Liberal Party und Sprecher des Unterhauses                                                | 74    |       |
| 6. November  | Franziska Speyer                       | deutsche Stifterin und Mäzenin                                                                                     | 65    |       |
| 7. November  | Miguel Iglesias                        | peruanischer General und Präsident                                                                                 | 79    |       |
| 7. November  | Gustav Selve                           | deutscher Unternehmer                                                                                              | 67    |       |
| 8. November  | Charles Bordes                         | französischer Komponist, Musikpädagoge und Organist                                                                | 46    |       |
| 9. November  | George G. Gilbert                      | US-amerikanischer Politiker                                                                                        | 59    |       |
| 9. November  | Pál Gyulai                             | Dichter | 83    |       |
| 9. November  | Alexander Rordorf                      | schweizerischer Kupfer- und Stahlstecher sowie Zeichenlehrer                                                       | 89    |       |
| 10. November | Silvia Brand                           | deutsche Schauspielerin, Journalistin, Autorin, Unternehmerin                                                      | 61    |       |
| 10. November | Maximilian Rieger                      | deutscher Germanist und Schriftsteller                                                                             | 81    |       |
| 10. November | Ludvig Schytte                         | dänischer Komponist                                                                                                | 61    |       |
| 10. November | Renée Vivien                           | US-amerikanische Dichterin                                                                                         | 32    |       |
| 10. November | Iwan Alexandrowitsch Wsewoloschski     | russischer Theaterdirektor, Librettist, Schriftsteller und Museumsdirektor                                         | 74    |       |
| 11. November | Jan Hendrik Hofmeyr                    | burischer Politiker                                                                                                | 64    |       |
| 11. November | Gustav Oberbracht                      | Gutsbesitzer und Mitglied des Landtags Lippe                                                                       |       |       |
| 12. November | Julius Lippert                         | sudetendeutscher Lehrer, Historiker und Politiker                                                                  | 70    |       |
| 13. November | Julius Heinrich Wilhelm Campe          | deutscher Kaufmann, Verleger und Politiker, MdHB                                                                   | 63    |       |
| 13. November | Æneas Mackay der Jüngere               | niederländischer Politiker der ARP                                                                                 | 69    |       |
| 13. November | Ludwig Schmid-Reutte                   | österreichischer Künstler                                                                                          | 47    |       |
| 13. November | Ernst Friedrich Sieveking              | deutscher Jurist, Politiker, MdHB und Hamburger Senator                                                            | 73    |       |
| 14. November | Friedrich Hölscher                     | deutscher Architekt                                                                                                | 50    |       |
| 14. November | Valentin Pfeifer                       | deutscher Unternehmer der Zucker- und Motorenindustrie                                                             | 71    |       |
| 14. November | Paul Poincy                            | US-amerikanischer Maler                                                                                            | 76    |       |
| 14. November | Joshua Slocum                          | US-amerikanischer Seemann und Reiseschriftsteller                                                                  | 65    |       |
| 15. November | Agnes von Klinckowström                | deutsche Schriftstellerin                                                                                          | 59    |       |
| 15. November | Alfred Le Petit                        | französischer Maler und Karikaturist                                                                               | 68    |       |
| 15. November | Karl Philipp Schmitt                   | deutscher Musiker und Gründer der Akademie für Tonkunst (Darmstadt)                                                |       |       |
| 16. November | Francis Thomé                          | französischer Komponist                                                                                            | 59    |       |
| 18. November | Gillis Hafström                        | schwedischer Maler                                                                                                 | 68    |       |
| 18. November | Wilhelm Schemmel                       | lippischer Landtagsabgeordneter                                                                                    | 70    |       |
| 19. November | Heinrich Jakesch                       | tschechischer Künstler                                                                                             | 42    |       |
| 19. November | Heinrich Kreplin                       | deutscher geodätischer Ingenieur und Kartograf                                                                     | 75    |       |
| 20. November | Albert Frank                           | deutscher Ingenieur für Maschinenbau und Rektor der Königlich Technischen Hannover (1895–1898)                     | 67    |       |
| 20. November | Adolf Hoffmann                         | österreichischer Mediziner                                                                                         | 87    |       |
| 20. November | María Consuelo Yznaga del Valle        | kubanisch-spanische Erbin und durch Heirat Herzogin von Manchester                                                 |       |       |
| 21. November | Peder Severin Krøyer                   | norwegisch-dänischer Maler                                                                                         | 58    |       |
| 22. November | Ernst Passavant                        | deutscher Jurist und Politiker                                                                                     | 85    |       |
| 22. November | Bernhard von Poten                     | preußischer Oberst und Militärschriftsteller                                                                       | 81    |       |
| 22. November | Arthur Techtermann                     | Schweizer Politiker und Staatsrat des Kantons Freiburg                                                             | 68    |       |
| 23. November | David A. De Armond                     | US-amerikanischer Politiker                                                                                        | 65    |       |
| 23. November | Lúcio de Mendonça                      | brasilianischer Anwalt, Journalist, Magistrat und Schriftsteller; Gründer der Academia Brasileira de Letras        | 55    |       |
| 23. November | Gustav von Senden-Bibran               | deutscher Marineoffizier, zuletzt Admiral und Generaladjutant von Kaiser Wilhelm II.                               | 62    |       |
| 23. November | Otto Sinding                           | norwegischer Maler                                                                                                 | 66    |       |
| 24. November | Theodor von Taussig                    | österreichischer Bankfachmann                                                                                      | 60    |       |
| 24. November | Hermann de Witt                        | deutscher Jurist und Politiker (Zentrum), MdR                                                                      | 53    |       |
| 25. November | Edward P. Allen                        | US-amerikanischer Politiker                                                                                        | 70    |       |
| 25. November | Cyprian Godebski                       | polnischer Bildhauer                                                                                               | 74    |       |
| 25. November | Johannes Peters                        | deutscher Jurist und Politiker (NLP), MdR                                                                          | 67    |       |
| 25. November | Fritz Rödiger                          | deutscher Revolutionär                                                                                             | 85    |       |
| 25. November | Ludwig Schauenburg                     | deutscher Pastor                                                                                                   | 70    |       |
| 25. November | Ernst Wernher                          | deutscher Kaufmann, Bürgermeister und Abgeordneter des Großherzogtums Hessen (NLP)                                 | 72    |       |
| 26. November | Waldemar Knoll                         | deutscher Maler, Bühnenbildner und Theaterintendant                                                                | 80    |       |
| 26. November | Theodor Reuter                         | deutscher Maschinenbauingenieur und Königlich-Preußischer Schuldirektor                                            | 71    |       |
| 26. November | Albrecht Rüdt von Collenberg-Bödigheim | badischer Richter und Politiker                                                                                    | 63    |       |
| 27. November | Kazimierz Bronikowski                  | polnischer Polonist, Germanist, Pädagoge und Übersetzer                                                            | 48    |       |
| 27. November | Ludwig von Oppenheimer                 | österreichischer Großgrundbesitzer und Politiker                                                                   | 66    |       |
| 27. November | Otto Georg Oppenheim                   | deutscher Jurist und Obertribunalrat                                                                               | 92    |       |
| 27. November | George Washington Wilson               | US-amerikanischer Politiker                                                                                        | 69    |       |
| 28. November | Ocke Christian Nerong                  | schleswig-holsteinischer Lehrer und Heimatforscher                                                                 | 57    |       |
| 28. November | Emmanuel Johann Schöbel                | böhmischer römisch-katholischer Geistlicher, Bischof von Leitmeritz (1882–1909)                                    | 85    |       |
| 29. November | Johannes Bach                          | deutscher Bäcker und Politiker                                                                                     | 60    |       |
| 29. November | Julius Petersen                        | deutscher Jurist und Politiker (NLP), MdR                                                                          | 74    |       |
| 29. November | Cécil von Renthe-Fink                  | preußischer Offizier, zuletzt Generalleutnant                                                                      | 64    |       |
| 29. November | Walrab von Wangenheim                  | deutscher Rittergutsbesitzer und Politiker (DHP), MdR                                                              | 78    |       |
| 30. November | Carl Theodor in Bayern                 | deutscher Augenarzt und Schwiegervater des belgischen Königs Albert I. sowie des bayerischen Kronprinzen Rupprecht | 70    |       |
| 30. November | Helene Donner                          | deutsche Stifterin und Wohltäterin                                                                                 | 89    |       |
| 30. November | James Squair                           | schottischer Fußballspieler                                                                                        | 25    |       |
|              | Dietrich Theden                        | deutscher Schriftsteller                                                                                           |       |       |

## Dezember
| Tag          | Name                                       | Beruf, bekannt als                                                                                            | Alter | Beleg |
| ------------ | ------------------------------------------ | --- | ----- | ----- |
| 1. Dezember  | Wendelin Eiterer                           | österreichischer Politiker, Abgeordneter zum Tiroler Landtag                                                  | 90    |       |
| 1. Dezember  | Carl Holmberg                              | schwedischer Turner                                                                                           | 25    |       |
| 2. Dezember  | Rudolf Achleitner                          | österreichischer Kapellmeister und Komponist                                                                  | 45    |       |
| 3. Dezember  | Johannes Bochenek                          | deutscher Maler                                                                                               | 78    |       |
| 3. Dezember  | Karl von Jacubezky                         | deutscher Jurist                                                                                              | 64    |       |
| 4. Dezember  | Alessandro Fortis                          | italienischer Politiker und Ministerpräsident                                                                 | 67    |       |
| 4. Dezember  | Benjamin E. Russell                        | US-amerikanischer Politiker                                                                                   | 64    |       |
| 5. Dezember  | Georg Alexander zu Mecklenburg             | Mitglied des großherzoglichen Hauses Mecklenburg-Strelitz, russischer General                                 | 50    |       |
| 5. Dezember  | Robert Peschke                             | deutscher Ingenieur und VDI-Gründungsmitglied                                                                 | 82    |       |
| 5. Dezember  | Ebenezer Prout                             | englischer Musikwissenschaftler, Musikpädagoge und Komponist                                                  | 74    |       |
| 5. Dezember  | Albrecht Stauffer                          | deutscher Historiker und Hochschullehrer                                                                      | 49    |       |
| 6. Dezember  | Max Britzelmayr                            | Lichenologe und Mykologe                                                                                      | 70    |       |
| 7. Dezember  | Adolph Beck                                | norwegischer Geschäftsmann, Opfer eines Justizirrtums                                                         |       |       |
| 7. Dezember  | Joseph Bucher                              | deutscher Verleger und Politiker                                                                              | 71    |       |
| 7. Dezember  | Whitcomb Judson                            | US-amerikanischer Erfinder                                                                                    | 63    |       |
| 7. Dezember  | Wilhelm Mergler                            | deutscher Politiker und Landtagsabgeordneter im Herzogtum Nassau                                              | 74    |       |
| 7. Dezember  | Marjory Wardrop                            | britische Übersetzerin                                                                                        | 40    |       |
| 8. Dezember  | Wilhelm Schnuse                            | deutscher Lehrer und Entomologe                                                                               | 59    |       |
| 09. Dezember | Johann Karl Böttcher                       | deutscher Lehrer und Reiseschriftsteller                                                                      | 57    |       |
| 9. Dezember  | Hermann von Kaulbach                       | deutscher Maler                                                                                               | 63    |       |
| 9. Dezember  | Francisco Newton                           | portugiesischer Naturforscher                                                                                 | 45    |       |
| 9. Dezember  | Domingo Vásquez                            | honduranischer Präsident (1893–1894)                                                                          | 63    |       |
| 10. Dezember | Red Cloud                                  | militärischer und politischer Führer der Prärie-Indianer                                                      | 87    |       |
| 11. Dezember | Ludwig Mond                                | deutsch-britischer Chemiker und Industrieller                                                                 | 70    |       |
| 11. Dezember | Helmuth Schröder                           | deutscher Lehrer und Mundartdichter                                                                           | 67    |       |
| 11. Dezember | Hugo Zeye                                  | deutscher Vizeadmiral                                                                                         | 57    |       |
| 12. Dezember | Rudolph Haack                              | deutscher Schiffbauingenieur und Direktor der Stettiner Vulcan-Werft                                          | 76    |       |
| 12. Dezember | Johann Nepomuk von Harrach                 | böhmisch-tschechischer Politiker, Gutsbesitzer, Kunst- und Wissenschaftsmäzen                                 | 81    |       |
| 12. Dezember | Ludwig Holle                               | preußischer Minister für geistliche-, Unterrichts- und Medizinalangelegenheiten vom 24                        | 54    |       |
| 12. Dezember | Karl Krumbacher                            | deutscher Byzantinist                                                                                         | 53    |       |
| 12. Dezember | Carl Lorens                                | österreichischer Volkssänger, Volksdichter und Komponist von Wienerliedern                                    | 58    |       |
| 13. Dezember | Innokenti Fjodorowitsch Annenski           | russischer Dichter, Literaturkritiker, Dramatiker und Übersetzer                                              | 54    |       |
| 13. Dezember | Eduard von Hagen                           | deutscher Kunst- und Kirchenmaler                                                                             | 75    |       |
| 14. Dezember | Otto Budde                                 | deutscher Maschinenbau-Ingenieur und Industriemanager                                                         | 61    |       |
| 14. Dezember | Rudolf Moser von Filseck                   | württembergischer Finanzbeamter und Gesandter                                                                 | 69    |       |
| 15. Dezember | Emil Strub                                 | Schweizer Konstrukteur, Ingenieur, Bahnbauer und Erfinder                                                     | 51    |       |
| 15. Dezember | Francisco Tárrega                          | spanischer Gitarrist und Komponist                                                                            | 57    |       |
| 15. Dezember | Philip B. Thompson                         | US-amerikanischer Politiker                                                                                   | 64    |       |
| 16. Dezember | Ludwig Friedländer                         | deutscher Altphilologe und Kulturhistoriker                                                                   | 85    |       |
| 16. Dezember | Enrico Hillyer Giglioli                    | italienischer Zoologe                                                                                         | 64    |       |
| 16. Dezember | Josef Hudetz                               | österreichischer Architekt                                                                                    | 67    |       |
| 16. Dezember | Adelheid von Löwenstein-Wertheim-Rosenberg | deutsche Adelige, durch Heirat Königin von Portugal                                                           | 78    |       |
| 16. Dezember | Carl Hermann Manchot                       | deutscher protestantischer Pfarrer (Hamburg)                                                                  | 70    |       |
| 16. Dezember | Lina Morgenstern                           | deutsche Schriftstellerin, Frauenrechtlerin und Sozialaktivistin                                              | 79    |       |
| 16. Dezember | John Raines                                | US-amerikanischer Jurist und Politiker                                                                        | 69    |       |
| 17. Dezember | Lilla von Bulyovsky                        | ungarisch-österreichische Tänzerin, Theaterschauspielerin und Schriftstellerin und Übersetzerin               | 76    |       |
| 17. Dezember | Jules Delamarre                            | französischer Epigraphiker                                                                                    | 42    |       |
| 17. Dezember | Gottlieb Käppeli                           | Schweizer Politiker                                                                                           | 69    |       |
| 17. Dezember | Lambert Karner                             | österreichischer Pfarrer, Speläologe und Archäologe                                                           | 68    |       |
| 17. Dezember | Leopold II.                                | König der Belgier (1865–1909)                                                                                 | 74    |       |
| 17. Dezember | Matthäus Much                              | Denkmalpfleger und Archäologe                                                                                 | 77    |       |
| 17. Dezember | Nicolaas Wilhelm Pieter Rauwenhoff         | niederländischer Biologe                                                                                      | 83    |       |
| 18. Dezember | Vinzenz Bieber                             | österreichischer Paläontologe                                                                                 | 58    |       |
| 18. Dezember | Samuel Czambel                             | slowakischer Linguist                                                                                         | 53    |       |
| 18. Dezember | Lorenzo Mazzucco                           | uruguayischer Fußballspieler                                                                                  |       |       |
| 18. Dezember | Green Berry Raum                           | US-amerikanischer Offizier und Politiker                                                                      | 80    |       |
| 18. Dezember | Michael Nikolajewitsch Romanow             | Großfürst, 4. Sohn des Zaren Nikolaus I.                                                                      | 77    |       |
| 19. Dezember | Hermann Burchardt                          | deutscher Forschungsreisender und Fotograf                                                                    | 52    |       |
| 19. Dezember | Heinrich von Geymüller                     | Schweizer Kunst- und Architekturhistoriker                                                                    | 70    |       |
| 19. Dezember | Rudolf Rühl                                | deutscher Kommunalpolitiker und Stadtältester                                                                 | 67    |       |
| 19. Dezember | Klara Ziegler                              | deutsche Schauspielerin                                                                                       | 65    |       |
| 20. Dezember | Georg Baum                                 | deutscher Bergbaukundler; Hochschullehrer an der Bergakademie Berlin                                          | 38    |       |
| 20. Dezember | Édouard Brissaud                           | französischer Pathologe                                                                                       | 57    |       |
| 20. Dezember | William A. Harris                          | US-amerikanischer Politiker                                                                                   | 68    |       |
| 20. Dezember | Albert Hartmann                            | deutscher Unternehmer                                                                                         | 63    |       |
| 21. Dezember | Julius Bien                                | US-amerikanischer Lithograph                                                                                  | 83    |       |
| 21. Dezember | Johann Gruber                              | Jurist und badischer Beamter                                                                                  | 76    |       |
| 21. Dezember | Carl Halir                                 | tschechischer klassischer Violinist                                                                           | 50    |       |
| 21. Dezember | Carl Kurtz                                 | deutscher Jurist, und Politiker, MdR                                                                          | 68    |       |
| 21. Dezember | DeWitt C. Leach                            | US-amerikanischer Politiker                                                                                   | 87    |       |
| 21. Dezember | Karl von Lindenau                          | deutscher Diplomat                                                                                            | 52    |       |
| 21. Dezember | Charles-Louis Philippe                     | französischer Schriftsteller und Dichter                                                                      | 35    |       |
| 21. Dezember | Ulzana                                     | US-amerikanischer Apachenhäuptling                                                                            |       |       |
| 21. Dezember | Wolf von Ziegler und Klipphausen           | Theologe in der christlichen Jugendbewegung                                                                   | 55    |       |
| 22. Dezember | Anselm J. McLaurin                         | US-amerikanischer Politiker                                                                                   | 61    |       |
| 23. Dezember | Johannes Merkel                            | deutscher Jurist                                                                                              | 56    |       |
| 23. Dezember | Fanny Meyer                                | deutsche Landschaftsmalerin                                                                                   | 67    |       |
| 23. Dezember | Adolf von Pilgrim                          | deutscher Verwaltungsjurist und Parlamentarier im Königreich Preußen, MdR                                     | 88    |       |
| 24. Dezember | François Bidel                             | französischer Tierbändiger und Menageriebesitzer                                                              | 70    |       |
| 24. Dezember | Ernst von Mendelssohn-Bartholdy            | deutscher Bankier                                                                                             | 63    |       |
| 24. Dezember | Nicolaas Pierson                           | niederländischer Handelsmann, Banker und Politiker der Liberale Unie                                          | 70    |       |
| 24. Dezember | Hermann Volkhardt                          | deutscher Hotelier                                                                                            | 58    |       |
| 25. Dezember | Heinrich Bramesfeld                        | deutscher Architekt                                                                                           | 79    |       |
| 25. Dezember | Moritz Feldhendler                         | österreichisch-jüdischer Architekt und Ingenieur                                                              | 51    |       |
| 25. Dezember | Moritz Nedopil                             | österreichischer Chirurg                                                                                      | 62    |       |
| 25. Dezember | Friedrich von Praschma                     | deutscher Gutsbesitzer und Politiker (Zentrum), MdR                                                           | 76    |       |
| 25. Dezember | Richard Bowdler Sharpe                     | englischer Zoologe und Ornithologe                                                                            | 62    |       |
| 26. Dezember | Hugo von Kleist-Retzow                     | deutscher Rittergutsbesitzer und Politiker, MdR                                                               | 75    |       |
| 26. Dezember | Louis Lortet                               | französischer Mediziner, Ägyptologe und Naturforscher                                                         | 73    |       |
| 26. Dezember | Frederic Remington                         | US-amerikanischer Maler, Illustrator und Bildhauer                                                            | 48    |       |
| 26. Dezember | Walter Shirlaw                             | schottisch-amerikanischer Maler, Graveur und Illustrator                                                      | 71    |       |
| 26. Dezember | Charles Stewart Voorhees                   | US-amerikanischer Politiker                                                                                   | 56    |       |
| 27. Dezember | Franz-Josef Hassemer                       | italienischer Bankier                                                                                         | 69    |       |
| 27. Dezember | Friedrich Osann                            | Bergrat, Redakteur, Verbandsgeschäftsführer                                                                   |       |       |
| 27. Dezember | Johann Rohr                                | Schweizer Politiker (Liberale Partei)                                                                         | 79    |       |
| 29. Dezember | Karl Bindel                                | deutscher Bergsteiger                                                                                         | 52    |       |
| 29. Dezember | Edward Hirsch                              | US-amerikanischer Geschäftsmann und Politiker (Republikanische Partei)                                        | 73    |       |
| 29. Dezember | Hermenegild Jireček                        | österreichischer Jurist                                                                                       | 82    |       |
| 30. Dezember | Carl Emil Krarup                           | dänischer Bauingenieur, der im Telegrafenwesen arbeitete                                                      | 37    |       |
| 31. Dezember | Adalbert Lanna der Jüngere                 | tschechischer Industrieller, Geschäftsmann, Bauunternehmer und Mitglied des Oberhauses des Kaiserlichen Rates | 73    |       |